# Roger Nash Baldwin
 (août 2024).
Si vous disposez d'ouvrages ou d'articles de référence ou si vous connaissez des sites web de qualité traitant du thème abordé ici, merci de compléter l'article en donnant les références utiles à sa vérifiabilité et en les liant à la section « Notes et références ».
Roger Nash Baldwin (1884-1981) est un universitaire et militant des droits de l'homme américain, connu pour avoir fondé l'Union américaine pour les libertés civiles.

## Biographie
Né à Wellesley dans le Massachusetts, il étudia à l'université Harvard puis enseigna à sociologie à l'université de Washington. Influencé par l'anarchiste Emma Goldman, il se joint au syndicat Industrial Workers of the World et travaille dans un tribunal pour enfants.
Pendant plusieurs décennies, il fut un grand admirateur de l'Union soviétique, mais il retira ses appuis au régime communiste lorsque le pacte germano-soviétique fut conclu. Il contribua ensuite au mouvement pacifiste d'après-guerre.
Baldwin avait défendu les insoumis américains qui avaient refusé de participer à la Première Guerre mondiale. Il avait été emprisonné pendant un an en tant qu'objecteur de conscience et avait fondé le bureau des libertés civiques, devenu plus tard l'ACLU.
Directeur de l'association, le général MacArthur l'envoya au Japon pour bâtir une structure de défense des citoyens de la nation. Aux États-Unis, son organisme fut associé à plusieurs procès célèbres, dont le procès du singe, l'Affaire Sacco et Vanzetti, et l'opposition à la censure des livres de James Joyce.
Il fut le fondateur de l'« International League for the Rights of Man » maintenant appelée la Ligue internationale des droits de l'homme.
Le président Jimmy Carter lui remit la médaille présidentielle de la Liberté le 16 janvier 1981. Il mourut le 26 août de la même année. Il avait peu avant enregistré un témoignage pour le film de Warren Beatty, Reds.